# Pop punk
Sous-genres
Neon pop punk
Genres dérivés
Hardcore mélodique, skate punk
Genres associés
Easycore, emo pop
La pop punk (ou punk-pop) est un sous-genre musical mêlant éléments de punk rock et musique pop à différents niveaux. La musique mêle tempo rapide, changements d'accord et guitares saturées, influences pop, et thèmes lyriques.
Le punk rock influencé par la pop émerge au milieu des années 1970 comme un style musical dont les origines stylistiques sont similaires à celles de la power pop. Au milieu des années 1980, plusieurs groupes mêlent punk hardcore et pop afin de créer un nouveau son pop punk rapide. La pop punk aux États-Unis se popularise particulièrement en Californie dans les années 1980 grâce à la formation de nouveaux groupes comme Green Day et The Offspring. La pop punk, particulièrement celui de Californie, adoptent une approche do it yourself (DIY) des sorties musicales. Dans les années 1990, quelques groupes de pop punk parviennent à vendre des millions d'albums et sont régulièrement joués à la radio et à la télévision. En 1994, la pop punk se popularise auprès d'un public plus large. La fin des années 1990, comme en témoigne la sortie en 1999 de l'album Enema of the State du groupe Blink-182 ou encore début des années 2000 avec l'album All Killer, No Filler de Sum 41 en 2001 représente le pic de popularité du genre. Dans les années 2000, l'emo pop, un genre fusionnel mêlant emo, pop punk et pop, se popularise.

## Caractéristiques
AllMusic décrit la pop punk comme une reprise du rock alternatif mêlant les mélodies pop avec le tempo, les changements d'accord et les guitares saturées du punk rock. About.com décrit la pop punk issu de la seconde vague comme « une musique chaleureuse de radio, bien que similaire à la vélocité et à l'attitude du punk rock classique. »
Selon le rédacteur Erik van Rheenen, lyriquement, le « véritable esprit » de la pop punk comprend des chansons « sur l'amitié, l'amour, la haine, l'attitude, l'individualité et l'état d'esprit. » The New York Times explique que le groupe de pop punk Green Day se centre sur « des problèmes classiques associés à la pop comme les relations, les filles, et les problèmes associés aux punk moderne comme l'aliénation et la confusion. » Steve Klein du groupe New Found Glory donne son avis sur les paroles de leur deuxième album (New Found Glory) : « Beaucoup de ces chansons parlaient de mes relations de jeunesse, mon premier amour, toute cette période. J'avais dix-sept ans. Chaque chanson est une chronologie de ma vie. Mon épouse peut écouter chaque moment que j'ai vécu dans la vie quand j'étais adolescent. » Mark Hoppus de Blink-182 ne considère pas les chansons extraites de leur album Take Off Your Pants and Jacket comme explicitement ciblées pour les jeunes. « Ce qui nous arrive au lycée, c'est ce qui se passera dans toute notre vie » explique Hoppus. « On peut tomber amoureux à soixante ans ; on peut se faire jeter à quatre-vingt ans,. »

## Histoire

### Origines (1974–1989)

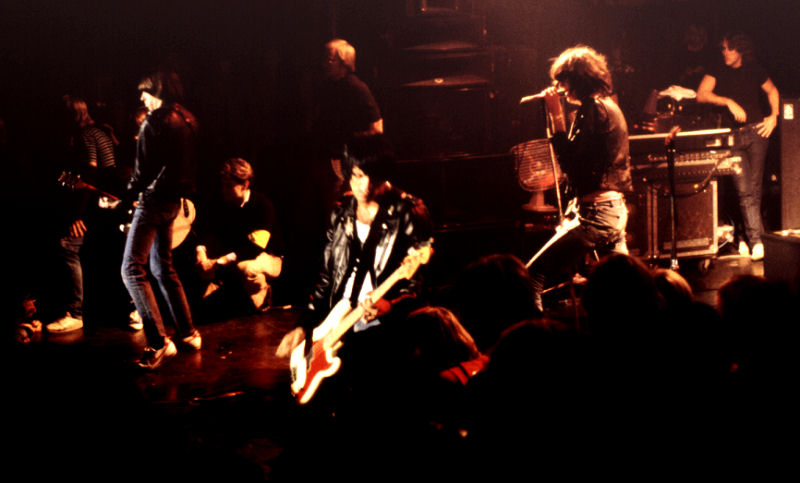
The Ramones, en Norvège en 1980.

La première utilisation du terme « pop punk » est incertaine, mais le punk rock inspiré par la pop émerge au milieu et à la fin des années 1970. Les groupes de protopunk et power pop de la fin des années 1960 et du début des années 1970 aident au premier développement du son pop punk, qui émerge à l'aube du punk rock autour de 1974 avec les Ramones. Grâce à leur amour porté aux Beach Boys et au bubblegum pop des années 1960, les Ramones posent la première pierre de ce que deviendra plus tard la pop punk. Le style minimaliste mélodique et rapide des Ramones se différencie des autres groupes de la scène art rock new-yorkaise, mais, à cette période, la pop punk n'est pas encore considéré comme un sous-genre à part entière. Le premier usage du terme apparaît dans un article du New York Times en 1977, Cabaret: Tom Petty's Pop Punk Rock Evokes Sounds of 60s.
À la fin des années 1970, des groupes britanniques comme Buzzcocks et The Undertones mêlent musique pop et thèmes lyriques à la vélocité et au point de vue chaotique du punk rock. La compilation Singles Going Steady des Buzzcocks, sorti en 1979, est considérée comme « une preuve que les groupes punk rock préfèrent des histoires mélodieuses de cœur brisé. » Les chansons d'autres groupes britanniques, comme Generation X, 999 et The Jam, utilisent des mélodies rythmiques et des paroles de thèmes comme la romance adolescente.
Le groupe américain Bad Religion, formé en 1979, aide également à établir la pop punk contemporaine,. Bad Religion et certains autres groupes meneurs de la scène punk hardcore californienne adoptent une approche plus mélodique comparé aux autres groupes. Selon Ben Myers, Bad Religion a mis de côté leur musique politiquement engagée et enragée pour un son mélodique. Meyers explique aussi que les Descendents « se rapprochent des Beach Boys quand ils parlent de filles, de bouffe et de rester jeune. » Leur approche positive bien que sarcastique leur permettent de se différencier de la scène hardcore sérieuse. Leur premier vinyle Milo Goes to College, sorti en 1982, établit les mélodies de la première vague punk. Dans la scène californienne, le groupe Hüsker Dü, formé en 1979, est noté comme ayant inspiré certains groupes de la seconde vague comme Green Day. L'auteur Michael Azerrad explique dans son ouvrage Our Band Could Be Your Life (2001) que « Hüsker Dü a convaincu la scène underground que la mélodie et le punk rock n'étaient pas antithétiques. » Dans les années 1980, le terme de « pop punk » est utilisé dans des articles comme ceux de Maximumrocknroll pour décrire des groupes similaires à Social Distortion, Agent Orange, et T.S.O.L..

### Acceptation (1994–1998)
En 1993, les groupes californiens Green Day et Bad Religion sont signés à des labels majeurs (ou majors), et, en 1994, la pop punk se popularise rapidement auprès du grand public. La plupart des groupes pop punk sont originaires de la scène punk californienne de la fin des années 1980, et nombre d'entre eux, en particulier Green Day et The Offspring, aident à raviver l'intérêt général pour le punk rock dans les années 1990.
Green Day joue dans les scènes de la Baie de San Francisco et au 924 Gilman Street. Après s'être construit dans la scène underground, le groupe signe avec Reprise Records et fait paraître son premier album chez ce major, Dookie, en 1994. Ce mois de juin, leur chanson Longview atteint la première place du Billboard's Modern Rock Tracks et le top 40 des chansons les plus jouées. Un mois plus tard, Come Out and Play de The Offspring aide à la popularisation de leur album Smash certifié six fois disque de platine.
MTV et des chaînes de radio comme KROQ-FM à Los Angeles jouent un rôle important dans la popularisation du genre. Le passage chez KROQ d'un remix de Disconnected du groupe punk Face to Face permet à celui-ci la réédition de cette chanson dans leur album Big Choice, vendu à plus de 100 000 exemplaires. Entre-temps, l'album de Bad Religion, Stranger Than Fiction est certifié disque d'or par la RIAA. Dookie recense quatre millions d'exemplaires vendus à la fin de l'année, ses chansons étant constamment jouées sur MTV, trois d'entre elles ayant atteint le classement Modern Rock Tracks. Green Day jouent au Lollapalooza et au Woodstock 1994, et sont nommés pour quatre Grammys. L'énorme succès commercial de Green Day permet à d'autres groupes pop nord-américains de se populariser également.
Après 1994, des groupes comme Rancid et Face to Face entrent en combat juridique avec leurs labels. Les groupes australiens Frenzal Rhomb et Bodyjar se popularisent au Japon,. La plupart des groupes ska punk de la troisième vague du ska mêlent ska et pop punk. L'album de Rancid, …And Out Come the Wolves, sorti en 1995, devient le premier album du genre certifié disque d'or. L'album homonyme du groupe Sublime suit et se voit certifié disque de platine au début de 1997.
Le Warped Tour et le magasin Hot Topic parviennent à faire grandir le punk en popularité aux États-Unis. Certains groupes et fans de punk rock qualifient les groupes de pop punk de « vendus » et rejettent leur musique car moins violente, influencée pop et non considérée comme du punk rock légitime,,. Ils expliquent qu'après avoir signés chez des majors et été diffusés sur MTV, des groupes comme Green Day se sont vendus dans un système dans lequel le punk se veut plus lucratif.
Au début de 1998, le revirement du punk sature les marchés, à court terme cependant. En novembre, l'album de The Offspring, Americana, distribué par le major Columbia Records, débute à la deuxième place des classements et est certifié quintuple disque de platine.

### Pic de popularité (1999–2005)
Le succès commercial du pop punk grimpe grâce à l'album Enema of the State de Blink-182, qui atteint 15 millions d'exemplaires vendus dans le monde. De son côté, New Found Glory se popularise également en 2000 avec la sortie de son album homonyme. Jimmy Eat World fait de même avec la sortie de l'album Bleed American. Blink-182 maintient son succès avec la sortie de Take Off Your Pants and Jacket, vendu à 14 millions d'exemplaires dans le monde. Le premier album de Sum 41 distribué par un label majeur, All Killer, No Filler, est certifié disque de platine. L'album de New Found Glory, Sticks and Stones, débute à la quatrième place du Billboard 200.
Simple Plan se popularise en 2002 avec No Pads, No Helmets... Just Balls, de même pour Good Charlotte avec The Young and the Hopeless. La chanson Still Waiting de Sum 41 atteint la quatrième place des classements rock. Des groupes de pop punk comme MxPx, American Hi-Fi, Bowling for Soup et Lit atteignent les classements pendant les années 2000. Des musiciens solo comme Avril Lavigne, surnommée la « princesse du pop punk »,, se popularise en 2002, grâce à sa musique pop inspirée du punk,,. En 2004, Good Charlotte fait paraître The Chronicles of Life and Death.

### Continuité et mélanges (2005–2009)
L'emo pop, un genre musical mêlant emo et pop punk, se popularise au milieu des années 2000, grâce à la sortie d'albums certifiés disques de platine, distribués par Fueled by Ramen, de groupes comme Fall Out Boy, Panic! at the Disco, Red Jumpsuit Apparatus et Paramore. Devon Maloney de MTV News explique : « alors que la plupart des fans de pop punk refusent d'associer leurs groupes préférés à la catégorie ”emo”, des groupes de crossover mêlent les deux genres et les amènent dans le même bain. » Fall Out Boy fait paraître l'album à succès From Under the Cork Tree en 2005, vendu à 3 millions d'exemplaires dans le monde. Bien que le groupe soit initialement issu de la scène hardcore de Chicago, il est malgré cela considéré comme groupe de pop punk et emo pop,.
En 2005, The All-American Rejects se popularise grâce à Move Along, qui inclut trois chansons classées au top 15. Pete Wentz de Fall Out Boy signe Panic! at the Disco à son label, Decaydance, et le groupe fait paraître le single, I Write Sins, Not Tragedies, qui leur permet de remporter un MTV Video Music Award dans la catégorie Vidéo de l'année. Avril Lavigne atteint le succès avec son single Girlfriend, qui atteint la première place du Billboard Hot 100. Son album certifié platine, The Best Damn Thing, se vend à 7 millions d'exemplaires dans le monde, faisant de lui l'album pop punk de 2007, et le second album pop punk le plus rentable de la décennie après American Idiot de Green Day,.
Nombre de groupes pop punk prennent différentes directions musicales dans les années 2000. En 2008, Panic! at the Disco adopte une approche dans le style des Beatles et pop baroque avec leur album Pretty. Odd. tandis que Fall Out Boy se tourne vers le glam rock, le blues rock et le RnB sur leur album Folie à Deux, qui créeront la confusion et un mauvais accueil de la part des fans,.

### Déclin et revirement (2009-2016)
La pop punk décline progressivement pendant les années 2000. Alors que Blink-182 et Green Day parviennent à jouer dans des concerts à guichet fermé,, d'autres, comme Good Charlotte, voient leur public baisser à vue d'œil. Devon Maloney de MTV News explique que « les groupes d'emo pop et de pop punk ne jouent plus au Coachella ou au Bonnaroo ; ils sont rarement, voire jamais, invités à rejoindre dans des festivals de grande ampleur », et note en parallèle que la musique a disparu de la presse. Les seuls magazines à parler de groupes pop punk sont Alternative Press (AP), et de temps à autre des magazines pour adolescents.
De nombreux groupes de pop punk participent à des tournées de célébration, jouant quelques-uns de leurs albums dans leur intégralité. À cette période, le genre ne revit que très minoritairement. Certains groupes comme A Day to Remember, Four Year Strong, Set Your Goals, Back Garden Lightet Chunk! No, Captain Chunk! mêlent pop punk et styles musicaux plus heavy comme le hardcore mélodique, le metalcore et le post-hardcore ; cette fusion est en quelque sorte appelée « easycore ».
En 2013, Fall Out Boy et Paramore, « deux groupes popularisés au sommet de la seconde vague de l'emo et du pop punk », atteignent — grâce à leurs albums respectifs Save Rock and Roll et Paramore — côte à côte le Billboard 200.

### Résurgence (depuis 2016)
Les groupes de pop punk nés dans les années 1990 tels que Green Day et Blink-182 essayent de redonner vie au genre. En 2016, Green Day sort l'album Revolution radio qui apporte du renouveau au pop punk. Blink-182 dévoile la même année un nouvel album intitulé California. Toujours en 2016, les adolescents commencent à écouter du pop punk et le genre va progressivement redevenir à la mode. De nouveaux groupes vont se former et une nouvelle régénération du pop punk, le « neon pop punk » va voir le jour. L'esprit pop punk se fait ressentir mais il prend une tournure electro, avec des groupes comme Waterparks, Beetwen You and Me ou Games We Play.
En septembre 2020, le rappeur américain Machine Gun Kelly publie son tout premier album entièrement consacré au genre pop punk nommé Tickets to My Downfall. L'album est produit en collaboration avec Travis Barker, le batteur de Blink-182. Il a également joué la batterie sur toutes les musiques de l'album. Tickets to My Downfall est un succès critique et commercial et parvient à se hisser en première position du Billboard 200. Au même moment, des artistes tels que Yungblud ou Olivia Rodrigo contribuent à une progressive résurgence du genre, avec des morceaux plus pop mais tout de même inspirés du genre. Le pop punk jusque-là principalement joué par des groupes américains commence s'internationaliser, avec des groupes français (Chunk! No, Captain Chunk!, Two Trains Left) ou suédois. Le 16 avril 2021, le groupe The Offsprings sort l'album Let the Bad Times Roll, comportant des titres enregistrés entre 2013 et 2019.
Figure du genre pop punk au début des années 2000, Avril Lavigne sort le 25 février 2022 un nouvel album de pop punk intitulé Love Sux. Elle collabore notamment avec Machine Gun Kelly et Mark Hoppus, chanteur et bassiste du groupe Blink-182. Le guitariste Tom Delonge, après une courte période en solo, retrouve les membres de Blink-182, groupe qu'il a co-fondé. Blink-182 annonce une tournée mondiale pour la réunification du groupe. En 2023, le groupe Sum 41 annonce de sortir le double album intitulé Heaven and Hell contenant notamment une partie uniquement composée de titres pop punk.

## Sous-genres notables

### Emo pop
L'emo pop devient populaire au milieu des années 2000, avec des labels tels que Fueled by Ramen qui sortent des albums de platine de groupes tels que My Chemical Romance, Fall Out Boy, Panic! at the Disco, Red Jumpsuit Apparatus, et Paramore. Maloney écrit : « Alors que de nombreux fans de pop punk nient catégoriquement toute association entre leurs groupes préférés et ceux étiquetés “emo”, les groupes crossover qui ont fusionné les deux ont progressivement mis les deux genres dans le même bateau de scène ».

### Easycore
Ne doit pas être confondu avec Happy hardcore.
L'easycore (moins connu sous le nom de popcore, dudecore, softcore, happy hardcore, et EZ) est un genre qui fusionne le pop-punk avec des éléments de metalcore. Il utilise souvent des breakdowns, des voix criées, des progressions de touches majeures, des riffs et des synthétiseurs. Le genre tire ses origines des groupes pop-punk du début des années 2000, Sum 41 et New Found Glory. Les albums éponymes et Stick and Stones de New Found Glory, ainsi que la chanson Fat Lip de Sum 41, comptent parmi les premiers et les plus influents du genre. Le nom du style provient de la tournée « Easycore » de 2008, à laquelle participaient A Day to Remember, Four Year Strong et les têtes d'affiche New Found Glory, qui était elle-même un jeu de mots basé sur le nom de « punk hardcore ».

### Neon pop-punk
Ne doit pas être confondu avec Synthpunk.
Le neon pop-pun (aussi appelé simplement neon pop) est une forme de pop-punk qui met l'accent sur les synthétiseurs. Le critique Tyler Sharp d'Alternative Press écrit que bien que ce ne soit pas la première fois qu'« un groupe décide de mettre des touches floues sur ses progressions d'accords, c'est une époque où cette formule est perfectionnée ». Kika Chatterjee ajoute que la fin des années 2000 a apporté des synthétiseurs brillants et des mélodies pop qui ont changé toute la définition du [pop punk] ». « Kika Chatterjee d'Alternative Press ajoute que la fin des années 2000 « a apporté des synthés lumineux et des mélodies pop qui ont modifié toute la définition du [pop punk], « lui donnant le surnom de 'néon' ». Sharp a cité le premier album de Forever the Sickest Kids, Underdog Alma Mater (2008), comme « un grand moment » pour le genre.